# Phenacoscorpius
Phenacoscorpius is een geslacht van straalvinnige vissen uit de familie van schorpioenvissen (Scorpaenidae). Het geslacht is voor het eerst wetenschappelijk beschreven in 1938 door Fowler.

## Soorten
- Phenacoscorpius adenensis Norman, 1939
- Phenacoscorpius eschmeyeri Parin & Mandrytsa, 1992
- Phenacoscorpius longilineatus Motomura, Causee & Struthers, 2012
- Phenacoscorpius longirostris Motomura & Last, 2009
- Phenacoscorpius megalops Fowler, 1938
- Phenacoscorpius nebris Eschmeyer, 1965